# Dan Snyder
Daniel Joseph „Dan“ Snyder (* 23. Februar 1978 in Elmira, Ontario; † 5. Oktober 2003 in Atlanta, Georgia) war ein kanadischer Eishockeyspieler, der im Verlauf seiner aktiven Karriere zwischen 1995 und 2003 unter anderem 49 Spiele für die Atlanta Thrashers in der National Hockey League (NHL) auf der Position des Centers bestritten hat. Snyder verstarb an den Folgen eines durch seinen Mannschaftskollegen Dany Heatley verursachten Verkehrsunfalls im Alter von 25 Jahren.

## Karriere

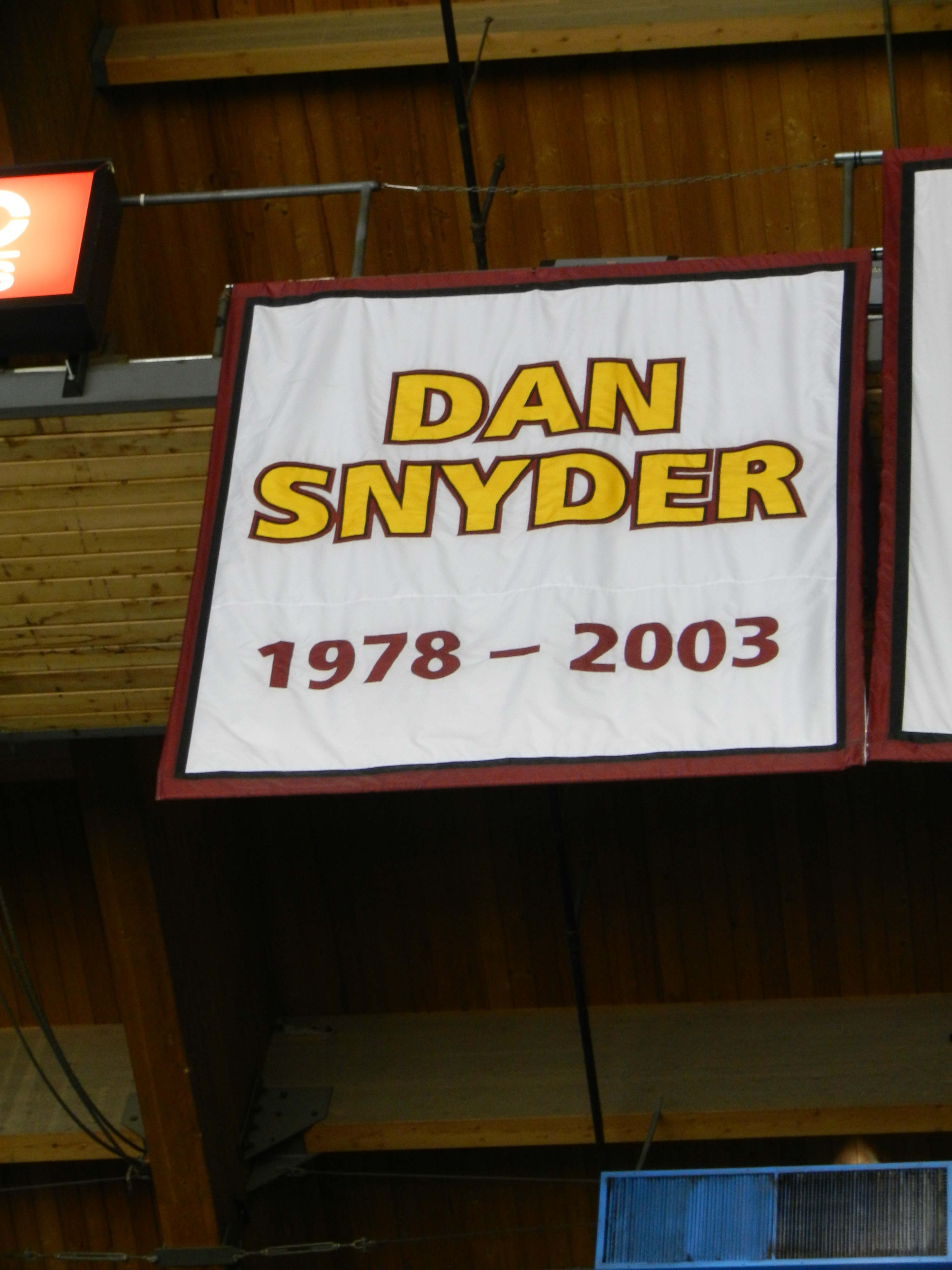
Banner zu Ehren von Dan Snyder in der Allstate Arena

Dan Snyder begann seine Karriere mit Beginn der Saison 1995/96 bei den Owen Sound Platers in der kanadischen Juniorenliga Ontario Hockey League (OHL). Trotz guter Leistungen wurde er von keinem Franchise der National Hockey League (NHL) gedraftet. Insgesamt spielte der Stürmer vier Jahre in der OHL, wovon sein letztes mit 94 Scorerpunkten sein bestes war. Insgesamt absolvierte Snyder 266 Partien für die Platers, in denen er 247 Punkte erzielte.
Im Sommer 1999 erhielt Snyder einen Vertrag bei den Atlanta Thrashers aus der NHL, die ihn zunächst für zwei Jahre zu ihrem Farmteam, den Orlando Solar Bears, in der International Hockey League (IHL) schickten. Im Verlauf der Spielzeit 2000/01 absolvierte er seine ersten zwei Spiele für Atlanta in der NHL, ebenso gewann er mit den Solar Bears die Meisterschaft der IHL in Form des Turner Cups. Nach der Saison löste sich die IHL auf und Snyder wechselte in die American Hockey League (AHL) zu Atlantas neuem Kooperationspartner, den Chicago Wolves. Der Kanadier absolvierte nebenbei weiterhin einige Einsätze für Atlanta und gewann mit Chicago den Calder Cup. In der Saison 2002/03 kam er einen weiteren Schritt voran und durfte 36-mal in der NHL auflaufen. Dabei erzielte er 14 Punkte.
Während der Sommerpause vor der Saison 2003/04 wurde Snyder am 29. September 2003 schwer verletzt, als der von Teamkollege Dany Heatley gefahrene Ferrari 360 Modena in eine Mauer prallte. Beide wurden aus dem Wagen geschleudert. Snyder erlitt einen Schädelbruch sowie schwere Hirnverletzungen. Er fiel nach einer Notoperation in ein Koma. Sechs Tage später starb er am 5. Oktober an den Verletzungen in Verbindung mit einer Infektion. Dany Heatley musste sich vor Gericht verantworten und erklärte sich für schuldig am Tod von Snyder. Heatley wurde zu einer Bewährungsstrafe von drei Jahren verurteilt.
Die OHL benannte nach Snyders Tod ihren Preis, den sie jedes Jahr an den humanitärsten Spieler verleihen, in Dan Snyder Memorial Trophy um. In Snyders Heimatstadt Elmira wurde 2009 die Dan Snyder Memorial Arena eröffnet.

## Erfolge und Auszeichnungen
- 2001 Turner-Cup-Gewinn mit den Orlando Solar Bears
- 2002 Calder-Cup-Gewinn mit den Chicago Wolves

## Karrierestatistik
(Legende zur Spielerstatistik: Sp oder GP = absolvierte Spiele; T oder G = erzielte Tore; V oder A = erzielte Assists; Pkt oder Pts = erzielte Scorerpunkte; SM oder PIM = erhaltene Strafminuten; +/− = Plus/Minus-Bilanz; PP = erzielte Überzahltore; SH = erzielte Unterzahltore; GW = erzielte Siegtore; 1 Play-downs/Relegation; Kursiv: Statistik nicht vollständig)